# Hapalogenys
Hapalogenys — рід окунеподібних риб, що належить до монотипової родини Hapalogenyidae підряду Окуневидні (Percoidei). Включає 8 видів.

## Таксономія
У 2019 році запропоновано рід приєднати до родини лоботових (Lobotidae).

## Поширення
Представники роду поширені в Індо-Пацифіці вздовж морського узбережжя від Японії до Бенгальської затоки та Північної Австралії.

## Опис
Риби завдовжки 10-40 см. Тіло сплющене з боків, високе, з крутим профілем голови. Забарвлення сріблясте, оливкове, сіре або коричневе, зазвичай, з малюнком з декількома широкими темнішими поперечними або діагональними смугами.

## Види
- Hapalogenys analis J. Richardson, 1845
- Hapalogenys bengalensis Mohapatra, D. Ray & Kumar, 2013[3]
- Hapalogenys dampieriensis Iwatsuki & B. C. Russell, 2006
- Hapalogenys filamentosus Iwatsuki & B. C. Russell, 2006
- Hapalogenys kishinouyei H. M. Smith & T. E. B. Pope, 1906
- Hapalogenys merguiensis Iwatsuki, Satapoomin & Amaoka, 2000
- Hapalogenys nigripinnis (Temminck & Schlegel, 1843)
- Hapalogenys sennin Iwatsuki & Nakabo, 2005